# Larry Robinson
Larry Clark Robinson (* 2. června 1951 Winchester) je bývalý kanadský hokejista hrající na postu obránce. Odehrál v National Hockey League dvacet sezón, šestkrát vyhrál Stanley Cup (1973, 1976, 1977, 1978, 1979, 1986) a dvakrát Kanadský pohár (1976, 1984). V roce 1995 byl zapsán do Hokejové síně slávy. U příležitosti 100. výročí NHL byl v lednu 2017 vybrán jako jeden ze sta nejlepších hráčů historie ligy.
Začínal v juniorských klubech Brockville Braves a Kitchener Rangers, v letech 1971 až 1973 hrál American Hockey League za Nova Scotia Voyageurs, pak přestoupil do Montreal Canadiens. Prosadil se jako důrazný obránce, díky mohutné postavě získal přezdívku „Big Bird“ (Velký pták, podle postavy z televizního pořadu Sezamová ulice). Vytvořil rekord NHL, když dosáhl během kariéry 730 plusových bodů. S 958 body je v první desítce historického kanadského bodování mezi obránci. Canadiens v té době dominovali v lize a získali šest titulů, Robinson tvořil s Guyem Lapointem a Sergem Savardem trojici defenzivních opor známou jako „Big Three“. Získal James Norris Memorial Trophy v letech 1977 a 1980 a Conn Smythe Trophy v roce 1978. Desetkrát byl nominován pro NHL All-Star Game. V roce 1989 přestoupil do Los Angeles Kings, o tři roky později ukončil kariéru.
Reprezentoval Kanadu na Kanadském poháru 1976, Kanadském poháru 1981 a Kanadském poháru 1984 a na mistrovství světa v ledním hokeji 1981, kde Kanaďané skončili na čtvrtém místě a Robinson byl zařazen do all-stars týmu turnaje. Také se zúčastnil ve výběru NHL 1979 Challenge Cupu.
Po ukončení hráčské kariéry se stal trenérem. S klubem New Jersey Devils vyhrál Stanley Cup jako hlavní trenér v roce 2000 a jako asistent trenéra v letech 1995 a 2003. Od roku 2012 působí v roli asistenta trenéra u San Jose Sharks.
V roce 2007 bylo na jeho počest číslo 19 v Montrealu vyřazeno.
Jeho největší zálibou je jízda na koni a koňské pólo.
Jeho mladší bratr Moe Robinson byl také hokejistou, v NHL však odehrál jediný zápas.

## Klubové statistiky
| Sezona  | Klub                  | Soutěž  | Základní část | Základní část | Základní část | Základní část | Základní část | Play off | Play off | Play off | Play off | Play off |
| Sezona  | Klub                  | Soutěž  | Z             | G             | A             | B             | TM            | Z        | G        | A        | B        | TM       |
| ------- | --------------------- | ------- | ------------- | ------------- | ------------- | ------------- | ------------- | -------- | -------- | -------- | -------- | -------- |
| 1969–70 | Brockville Braves     | CJHL    | 40            | 22            | 29            | 51            | 74            | —        | —        | —        | —        | —        |
| 1969–70 | Ottawa M&W Rangers    | CJHL    | —             | —             | —             | —             | —             | 5        | 2        | 1        | 3        | 2        |
| 1970–71 | Kitchener Rangers     | OHA-Jr. | 61            | 12            | 39            | 51            | 65            | 4        | 1        | 2        | 3        | 5        |
| 1971–72 | Nova Scotia Voyageurs | AHL     | 74            | 10            | 14            | 24            | 54            | 15       | 2        | 10       | 12       | 31       |
| 1972–73 | Nova Scotia Voyageurs | AHL     | 38            | 6             | 33            | 39            | 33            | —        | —        | —        | —        | —        |
| 1972–73 | Montreal Canadiens    | NHL     | 36            | 2             | 4             | 6             | 20            | 11       | 1        | 4        | 5        | 9        |
| 1973–74 | Montreal Canadiens    | NHL     | 78            | 6             | 20            | 26            | 66            | 6        | 0        | 1        | 1        | 26       |
| 1974–75 | Montreal Canadiens    | NHL     | 80            | 14            | 47            | 61            | 76            | 11       | 0        | 4        | 4        | 27       |
| 1975–76 | Montreal Canadiens    | NHL     | 80            | 10            | 30            | 40            | 59            | 13       | 3        | 3        | 6        | 10       |
| 1976–77 | Montreal Canadiens    | NHL     | 77            | 19            | 66            | 85            | 45            | 14       | 2        | 10       | 12       | 12       |
| 1977–78 | Montreal Canadiens    | NHL     | 80            | 13            | 52            | 65            | 39            | 15       | 4        | 17       | 21       | 6        |
| 1978–79 | Montreal Canadiens    | NHL     | 67            | 16            | 45            | 61            | 33            | 16       | 6        | 9        | 15       | 8        |
| 1979–80 | Montreal Canadiens    | NHL     | 72            | 14            | 61            | 75            | 39            | 10       | 0        | 4        | 4        | 2        |
| 1980–81 | Montreal Canadiens    | NHL     | 65            | 12            | 38            | 50            | 37            | 3        | 0        | 1        | 1        | 2        |
| 1981–82 | Montreal Canadiens    | NHL     | 71            | 12            | 47            | 59            | 41            | 5        | 0        | 1        | 1        | 8        |
| 1982–83 | Montreal Canadiens    | NHL     | 71            | 14            | 49            | 63            | 33            | 3        | 0        | 0        | 0        | 2        |
| 1983–84 | Montreal Canadiens    | NHL     | 74            | 9             | 34            | 43            | 39            | 15       | 0        | 5        | 5        | 22       |
| 1984–85 | Montreal Canadiens    | NHL     | 76            | 13            | 34            | 47            | 44            | 12       | 3        | 8        | 11       | 8        |
| 1985–86 | Montreal Canadiens    | NHL     | 78            | 19            | 63            | 82            | 39            | 20       | 0        | 13       | 13       | 22       |
| 1986–87 | Montreal Canadiens    | NHL     | 70            | 13            | 37            | 50            | 44            | 17       | 3        | 17       | 20       | 6        |
| 1987–88 | Montreal Canadiens    | NHL     | 53            | 6             | 34            | 40            | 30            | 11       | 1        | 4        | 5        | 4        |
| 1988–89 | Montreal Canadiens    | NHL     | 74            | 4             | 26            | 30            | 22            | 21       | 2        | 8        | 10       | 12       |
| 1989–90 | Los Angeles Kings     | NHL     | 64            | 7             | 32            | 39            | 34            | 10       | 2        | 3        | 5        | 10       |
| 1990–91 | Los Angeles Kings     | NHL     | 62            | 1             | 22            | 23            | 16            | 12       | 1        | 4        | 5        | 15       |
| 1991–92 | Los Angeles Kings     | NHL     | 56            | 3             | 10            | 13            | 37            | 2        | 0        | 0        | 0        | 0        |
| Celkově | Celkově               | Celkově | 1384          | 207           | 751           | 958           | 793           | 227      | 28       | 116      | 144      | 211      |